# Bushwacker
Bushwacker il cui vero nome è Carl Burbank, è un personaggio dei fumetti creato da Ann Nocenti (testi) e Rick Leonardi (disegni), pubblicato dalla Marvel Comics. La sua apparizione avviene in Daredevil (vol. 1) n. 248 (novembre 1987).
È un mercenario, ex prete, a cui viene impiantato un braccio cibernetico. I suoi più grandi nemici rimangono Devil e Punisher.

## Biografia del personaggio
Carl Burbank è un prete. Decide di abbandonare la sua professione per entrare in contatto con la CIA, che gli impianta un braccio cibernetico e lo tramuta in un assassino mercenario dal nome in codice Bushwacker.
Viene pagato una cospicua somma per assassinare dei mutanti. Wolverine si mette così sulle sue tracce. Contemporaneamente anche Devil decide di mettersi sulle tracce di Bushwacker. I due eroi si scontrano con l'assassino e finiscono per sfigurare metà del suo volto. Devil riesce a bloccare Wolverine prima che questo lo uccida. Bushwacker viene arrestato.
Fuggito di prigione, Bushwacker si allea con Typhoid Mary per combattere Devil. Nello stesso periodo entra a far parte degli assassini al soldo di Kingpin. Negli anni successivi viene incaricato di assassinare il reporter Ben Urich, viene sconfitto da Deathlok e combatte numerose volte contro Elektra, Devil e Punisher.

### Civil War
Durante Civil War Bushwacker fugge di prigione grazie a Electro. Viene ingaggiato dallo Sciacallo per uccidere Punisher, ma viene fermato da Devil. Riuscito a fuggire, Bushwacker prende in ostaggio una donna per cercare di attirare l'attenzione di Punisher. L'antieroe arriva, ma lo S.H.I.E.L.D. riesce ad arrestare Bushwacker per primo.

### Hood
Successivamente Hood riesce a liberarlo e a farlo entrare nel suo team di supercriminali. Bushwacker viene sconfitto da Dottor Strange.
Dopodiché combatte gli Skrull durante il loro attacco a New York.

### Sex+Violence
Bushwacker viene ucciso poco tempo dopo da Wolverine nelle pagine di Sex+Violence dopo avergli mozzato il braccio cibernetico. Il mercenario era stato infatti ingaggiato da Razorfist per uccidere Logan e prendere Domino per presentarla alla Loggia degli Assassini, fallendo però, miseramente

## In altri Media

### Videogiochi
Il personaggio appare nei seguenti videogiochi:
- The Punisher (1993)
- The Punisher (2005)
- The Punisher: No Mercy (2009)